# Liste der Monuments historiques in Sélestat
Die Liste der Monuments historiques in Sélestat verzeichnet alle klassifizierten und eingetragenen Monuments historiques in der elsässischen Gemeinde Sélestat.

## Liste der Bauwerke
| Bezeichnung                                            | Beschreibung | Standort                                         | Kennzeichnung | Schutzstatus   | Datum | Bild           |
| ------------------------------------------------------ | --- | ------------------------------------------------ | ------------- | -------------- | ----- | -------------- |
| Zeughaus Saint-Hilaire                                 | Das Zeughaus wurde im 16. Jahrhundert errichtet. Vermutlich wurde es 1518 erbaut. Dieses Datum findet sich an einem Portal an der Rückseite. Ein weiteres Gebäude aus dem 17. Jahrhundert wurde zu Beginn des 20. Jahrhunderts zerstört. Inzwischen gehört das Gebäude der Stadt, die hier eine Mediathek einrichten möchte. Der zweigeschossige Putzbau mit Eckquaderung wurde bis 1910 als Waffenkammer und -werkstatt genutzt. Auffällig ist das hohe und steile Satteldach. Er trägt den Namen des Artilleriekommandanten Marc Gaspard Capriol de Saint-Hilaire. | 2a rue des Chevaliers (Lage)                     | PA00084976    | Inscrit        | 1984  | weitere Bilder |
| Banc du Roi de Rome                                    | Auf Initiative des Präfekten des Départment Bas-Rhin wurden in den Jahren 1811/12 im Elsass Ruhebänke aufgestellt, um an die Geburt von Napoleon Franz Bonaparte zu erinnern. Die Bänke sollten den Bauern, die an Markttagen ihre Waren zu den Märkten in den umliegenden Städten trugen, als Raststätte dienen. Die Bänke sind aus Sandstein geformt und meist mit einer Verdachung als Schattenspender ausgestattet. | östlich der Stadt an der D 21 (Lage)             | PA00084977    | Inscrit        | 1982  |                |
| Wasserturm                                             | Der Wasserturm wurde 1906/07 von dem Ingenieur Behr im Stil der Neuromanik errichtet. Er ist 48 Meter hoch und hat ein Fassungsvermögen von 500 Kubikmetern. Der Turm erhebt sich über einem hohen Sockel mit Sandstein-Bossenwerk. Er ist aus gelben Ziegelsteinen gemauert, rote Ziegel bilden farblich abgesetzte Muster im Turm. Der Schaft des Turmes ist mit auskragenden Sandsteingesimsen gegliedert. Der über eine Hohlkehle auskragende Wasserbehälter ist mit einem Bogenfries und Zierankern aufgewertet worden. Hohe schmale Fenster beleuchten das Innere. Ein Kegeldach mit geschlossener Laterne schließt den Turm ab. | Place du Général de Gaulle (Lage)                | PA00085302    | Inscrit        | 1992  | weitere Bilder |
| Jüdischer Friedhof                                     | Der jüdische Friedhof wurde den Juden der Stadt im Jahr 1662 vom Rat der Stadt Schlettstadt zur Verfügung gestellt. Der älteste erhaltene Grabstein stammt aus dem Jahr 1666. Die Grabsteine im Stil der Renaissance und des Barock gelten als besonders erhaltenswert. Der Friedhof wurde mehrfach erweitert und wird auch heute noch belegt. | Judenbrunnen Rue du Cimetière Israélite (Lage)   | PA00085303    | Classé         | 1995  | weitere Bilder |
| Kommende Saint-Jean                                    | Schon im 13. Jahrhundert war der Johanniterorden mit einer Kommende in Sélestat aktiv. Im Jahr 1399 wurde sie als Priorat der Kommende in Straßburg untergeordnet. 1565 ließ die Kommende den Architekten Michel Sindelin ein neues Gebäude für den Orden erbauen. Von 1806 bis 1910 wurde das Gebäude als kommunale Schule genutzt und mehrfach umgebaut. Auch die 1632 teilweise zerstörte Kirche wurde dabei als Schulgebäude umgenutzt. Heute befinden sich in dem Bau ein Teil der Stadtverwaltung und das Tourismusbüro. Der dreigeschossige Putzbau mit Satteldach besitzt sowohl barocke als auch gotische Portale mit Sandsteingewände. In die südöstliche Längsseite wurde ein oktogonaler Treppenturm geschoben. An der nördlichen Gebäudeecke sitzt ein quadratischer Turm, der etwas niedriger ist. An der südlichen Gebäudeecke sitzt eine dreigeschossige Auslucht mit Pilastern an den Ecken und Gewölbe im Inneren. | 10 boulevard du Maréchal Leclerc (Lage)          | PA00084979    | Inscrit        | 1931  | weitere Bilder |
| Dominikanerinnenkloster Sylo                           | In den Jahren 1245 bis 1246 war das Kloster durch Papst Innozenz IV. dem Dominikanerorden unterstellt worden. 1258 bezogen Schwestern aus dem Kloster Sylo bei Rappoltsweiler das Kloster. 1263 brannte das erste hölzerne Klostergebäude ab. Drei Jahre später begann man mit dem Aufbau eines größeren Klosters, das bis 1286 fertiggestellt wurde. Im Zuge der Revolution wurde das Kloster säkularisiert und anschließend als Krankenhaus genutzt. Der großzügige Gebäudekomplex ist weitgehend im Original erhalten. Gotische Formen bestimmen die ehemaligen Konventsgebäude mit Kreuzgang und die Klosterkirche mit dem ⅝-Chor. | 9 rue de l'Hôpital (Lage)                        | PA67000081    | Inscrit        | 2009  | weitere Bilder |
| Kirche Ste-Foy                                         | Von dem Vorgängerbau aus dem 11. Jahrhundert ist nur die Krypta erhalten. Das heutige Kirchengebäude wurde 1170 bis 1180 als benediktinische Prioratskirche errichtet. Später wurde sie Teil eines Jesuitenkollegiums und stilistisch verändert. Ende des 19. Jahrhunderts restaurierte der Architekt Charles Winkler das Gebäude und stellte den ursprünglichen Zustand wieder her. Ste-Foy ist eine romanische Pfeilerbasilika aus rotem Sandstein. Der Eingangsfassade sind zwei mächtige Türme auf quadratischem Grundriss zur Seite gestellt. Dem Langhaus folgt ein Querhaus und ein Chor mit halbrunder Apsis, dem zwei kleinere Seitenchöre mit gleicher Apsis zur Seite gestellt wurden. Romanische Friese und Säulen schmücken das Äußere. Über der Vierung thront ein achteckiger, zweigeschossiger Turm mit Steinhelm. Drei Doppeljoche überwölben das Innere. | Place du Marché Vert (Lage)                      | PA00084981    | Classé         | 1862  | weitere Bilder |
| Kirche St-Georges                                      | Die Kirche wurde 1230 bis 1490 von Straßburger Dombaumeistern im Stile gotischer Kathedralen erbaut. Das Fundament stammt von einem karolingischen Vorgängerbau und das Portal aus der romanischen Zeit. Das Gotteshaus wurde während der Französischen Revolution und dem Zweiten Weltkrieg schwer beschädigt. Die dreischiffige Pfeilerbasilika besitzt im Langhaus sechs Joche, von denen zwei als Doppeljoche ausgeführt sind. Ein breites Querhaus schließt sich an. Die ursprünglich drei Apsiden wurden im 15. Jahrhundert durch einen verlängerten rechteckigen Chor mit drei Jochen abgelöst. Strebepfeiler mit Fialen halten das Mauerwerk. Maßwerk schmückt den Bau äußerlich. Auf der Südwestseite sitzt ein gestufter Turm, außerdem wurde über der Vierung ein achteckiger Turm mit geschweifter Haube und Laterne errichtet. | Place Saint Georges (Lage)                       | PA00084978    | Classé         | 1848  | weitere Bilder |
| Evangelische Kirche                                    | Die evangelische Kirche wurde schon um 1280 im gotischen Stil errichtet. Im 16. Jahrhundert gehörte die Kirche einem Franziskanerorden, seit 1878 ist sie evangelische Pfarrkirche. In dieser Zeit wurde das basilikale Kirchenschiff abgerissen und dem verbliebenen Chor eine neogotische Fassade vorgesetzt. Auf der Nordwestseite der Fassade hat sich ein Türmchen erhalten. Das Innere der Kirche wird von neogotischem Mobiliar beherrscht. | Place du Marché aux Pots Rue de Verdun (Lage)    | PA00084980    | Inscrit        | 1983  | weitere Bilder |
| Getreidespeicher des Benediktinerpriorats Schlettstadt | Der spätgotische Kornspeicher wurde nach einer Inschrift im Portal 1601 errichtet. Der zweigeschossige Putzbau besitzt ein spitzbogiges Tor und einen Eingang mit auffällig profiliertem Gewände. Darüber sitzt ein dreieckiges Giebelfeld mit Verdachung. Voluten mit Köpfen umrahmen ein verwittertes Feld mit der Jahreszahl 1601. | 1a Rue Sainte Foy (Lage)                         | PA00085002    | Inscrit        | 1931  | weitere Bilder |
| Bürgerspital                                           | Das Bürgerspital ist ein dreigeschossiger Putzbau am Place du Vieux Port. Sandsteinlisenen und Geschossgesimse gliedern das Gebäude. Im Zentrum der Schaufassade zum Platz steht ein wenig hervortretender Risalit, der mit einem Segmentbogengiebel abschließt. Im Giebelfeld steht die Jahreszahl 1766 und in zwei Sprachen „Bürgerhospital“. Das Gebäude mit Walmdach war erst Hospiz, dann Hospital und schließlich Gefängnis. | 1 place du Vieux Port (Lage)                     | PA00135150    | Inscrit        | 1995  | weitere Bilder |
| Hôtel d’Andlau                                         | Der 1760 erbaute Andlauer Hof war von 1806 bis 1950 Sitz der Unterpräfektur. Ein Brand zerstörte das Gebäude. Es wurde wiederaufgebaut und dann als Landwirtschaftsschule genutzt. So ist das Gebäude nur äußerlich im Originalzustand erhalten. Der zweigeschossige Putzbau mit elf Fensterachsen mit Segmentbögen wurde über einem Sandsteinsockel errichtet. In der mittleren Fassade sitzt ein barockes Portal aus ockerfarbenem Sandstein mit geschweiftem Giebel und Lünettenfenster. Viertelrunde Sandsteinlisenen betonen die Gebäudeecken. | 4 rue du Babil (Lage)                            | PA00084982    | Inscrit        | 1931  | weitere Bilder |
| Hôtel Cetty                                            | Ignace Cetty erwarb den später nach ihm benannten Hof 1740, doch erst sein Enkel François Louis Cetty stattete das Gebäude im Inneren prachtvoll aus. Neben der Eingangstür stehen die Wandvertäfelungen des Esszimmers unter Denkmalschutz. | 4 rue du Docteur Oberkirch (Lage)                | PA00084983    | Inscrit        | 1930  |                |
| Hôtel de Chanlas                                       | Der Corps de Logis wurde in der ersten Hälfte des 18. Jahrhunderts errichtet und die Scheuer und der Pferdestall Ende des 18. bzw. im 19. Jahrhundert erbaut. Dem zweigeschossigen Putzbau ist seitlich ein Portikus mit Balustrade vorgelagert, der sich als Begrenzung um einen kleinen Garten fortsetzt. Die zehnachsige Front des mit Lisenen und Geschossgesimsen gegliederten Gebäudes wird von einem Barockportal beherrscht. Den Baukörper deckt ein Mansardwalmdach. | 1 rue des Franciscains (Lage)                    | PA00084984    | Classé Inscrit | 1983  | weitere Bilder |
| Hôtel d’Ebersmunster                                   | Der Hof (auch Prälatenhof) des Klosters Ebersmunster wurde 1541 errichtet und repräsentiert einen frühen Stil der Renaissance im Elsass. Der dreigeschossige Putzbau ist der Kommende der Johanniter ähnlich. Ein oktogonaler Treppenturm ist leicht in die rückwärtige Fassade gerückt, rechteckige Türme sind hier beigestellt. Die Vorderseite wird von einem mächtigen Portal aus Sandstein bestimmt. Pilaster rahmen ein Rundbogenportal und tragen ein mehrstufiges Gebälk mit abschließendem halbrundem Giebelfeld mit Muschel und Akanthusblatt. Blätter schmücken das Portal. Links und rechts des Portals sind zwei Fenster eingelassen, die den Schmuck des Portals aufnehmen. Ein steiles Satteldach schließt den Baukörper ab. | 8 rue de l’Église (Lage)                         | PA00084985    | Classé         | 1965  | weitere Bilder |
| Hôtel de Saint-Lô                                      | Das Corps de Logis stammt aus dem Jahr 1574. Im Jahr 1649 kaufte der Commissaire royal Jean Saint-Lô das Gebäude und ließ es durch einen Treppenturm mit dem benachbarten Maison Billex verbinden. Außerdem erweiterte er es im Stil der elsässischen Renaissance. Die zweigeschossige Front besitzt vier Achsen. Im Erdgeschoss sind Eingangstür und Tordurchfahrt zum Hof untergebracht. Im Hof entstand ein Bogengang, der im ersten Stock eine Terrasse mit schmiedeeisernem Geländer bildet. | 7 place du Marché aux Choux (Lage)               | PA00084995    | Inscrit        | 1929  | weitere Bilder |
| Hôtel du prêteur royal                                 | Der Arzt Joseph-Bernard Feltz erbaute das Gebäude um 1730. 1762 wurde es bei einem Brand schwer beschädigt und diente in der Folgezeit als Verwaltungssitz. Der zweigeschossige Putzbau mit Mansardwalmdach bildet einen Innenhof. Die Front wird von fünf Fensterachsen erhellt. Im Erdgeschoss sitzt ein barockes Portal aus Sandstein. Zwei korinthische Säulen tragen eine weit auskragende Verdachung mit aufwendigem Dekor. Darauf halten zwei Löwen ein Doppelwappen mit dem Einhorn derer von Feltz und zwei Löwenköpfen für die Herren von Rebstock. | 4, 6 rue Sainte Barbe (Lage)                     | PA00084986    | Inscrit        | 1929  | weitere Bilder |
| Hôtel de Ville                                         | Das Rathaus entstand 1788 an Stelle eines 1780 zerstörten Vorgängerbaus. Das frühklassizistische Gebäude aus Sandstein besitzt an der Schaufassade einen Mittelrisaliten, der im Erdgeschoss einen Portikus bildet. Die Säulen tragen hier ein weit auskragendes Konsolgesims, das sich um das Gebäude fortsetzt. Darüber trennen Pilaster die drei Fensterachsen und tragen ein Gebälk auf dem ein Dreiecksgiebel sitzt. Die Fenster des Erdgeschosses werden von auskragenden Verdachungen auf Konsolen geschmückt. Die Schmalseiten besitzen drei Fensterachsen. | 9 place d’Armes (Lage)                           | PA00084987    | Inscrit        | 1937  | weitere Bilder |
| Wohnhaus                                               | Teile des dreigeschossigen Putzbaus stammen aus dem 16. Jahrhundert, große Teile aber aus dem dritten Viertel des 18. Jahrhunderts. Seit der zweiten Hälfte des 17. Jahrhunderts residierte in dem Haus eine Apotheke, die erst Ende des 19. Jahrhunderts umzog und bis heute existiert. Erhalten ist von ihr noch das schmiedeeiserne Gitter vor dem Lünettenfenster des Portals mit einem Einhorn. Ein Bronzemörser aus der Apotheke wird heute im medizinisch-pharmazeutischen Museum in Amsterdam aufbewahrt. Auffällig ist das reich verzierte Portal. | 6 place d’Armes (Lage)                           | PA00084988    | Inscrit        | 1934  | weitere Bilder |
| Geburtshaus von Beatus Rhenanus                        | In dem Haus in der Rue Bornert wurde 1485 der Humanist und Philologe Beatus Rhenanus geboren. Der einfache zweigeschossige Putzbau mit Satteldach stammt aus dem 15. oder 16. Jahrhundert. | 8 rue Bornert (Lage)                             | PA00084989    | Inscrit        | 1984  | weitere Bilder |
| Auberge des Alliés                                     | Das 1537 erbaute Gebäude war ursprünglich Zunfthaus der Gerber. Nach der Französischen Revolution gelangte das Haus in den Privatbesitz der Familie Koeberle. Im Zweiten Weltkrieg beschlagnahmten die Alliierten das Gebäude als Unterkunft. Der giebelständige dreigeschossige Putzbau mit gekoppelten Fenstern besitzt auf der Längsseite im obersten Geschoss ein auskragendes Sichtfachwerk. Über den Giebelfuß zieht sich ein weit auskragendes Gesims. Die Wand des Saales im Erdgeschoss ist über der Vertäfelung mit Malereien aus dem 19. Jahrhundert verziert. | 39 rue des Chevaliers (Lage)                     | PA00084990    | Inscrit        | 1934  | weitere Bilder |
| Portal eines Wohnhauses                                | Portal bezeichnet 1720, schmiedeeisernes Gitter im Oberlicht | 42 rue des Chevaliers (Lage)                     | PA00084991    | Inscrit        | 1937  | weitere Bilder |
| Wohnhaus                                               | Das ursprüngliche Gebäude in der Rue des Chevaliers 46 stammt aus dem 13. Jahrhundert. 1518 erwarb es Jean Goll und ließ es von Michel Goll restaurieren oder umbauen. Eine Steinplatte im Hof trägt das Datum 1542. Im 17. Jahrhundert ließ der Bürgermeister Henri Guillaume von Goll das Innere eines Erkers mit den Wappen von sich und seiner Frau ausschmücken. Im 19. Jahrhundert bewohnte Pater François Antoine Schaal, Bruder von Revolutionsgeneral François Ignace Schaal, das Haus. Das Erdgeschoss des Hauses mit seinen Rundbögen wird heute von einem Geschäft genutzt. Der dreigeschossige Putzbau besitzt zentral einen Erker im Renaissancestil. Im ersten Stock sitzt daneben ein Balkon mit schmiedeeisernem Geländer. | 46 rue des Chevaliers (Lage)                     | PA00084992    | Inscrit        | 1931  | weitere Bilder |
| Portal eines Wohnhauses                                | Der schmale dreigeschossige Putzbau mit Satteldach und drei Fensterachsen an der Front wurde 1718 erbaut. Unter Denkmalschutz steht das barocke Portal aus Sandstein mit annähernd ovalem Lünettenfenster von 1738. | 6 rue de la Grande Boucherie (Lage)              | PA00084993    | Inscrit        | 1934  | weitere Bilder |
| Wohnhaus                                               | Massivbau mit Erker, bezeichnet 1567 | 2 rue des Marchands (Lage)                       | PA00084997    | Inscrit        | 1931  | weitere Bilder |
| Wohnhaus                                               | Massivbau, bezeichnet 1770 | 1 rue des Serruriers (Lage)                      | PA00084998    | Inscrit        | 1930  | weitere Bilder |
| Portal eines Wohnhauses                                | erste Hälfte des 18. Jahrhunderts | 7 place de la Victoire (Lage)                    | PA00084999    | Inscrit        | 1930  |                |
| Maison Billex                                          | Das Maison Billex wurde im 16. Jahrhundert erbaut und 1615 umgebaut oder erweitert. Der giebelständige dreigeschossige Putzbau besitzt ein Sandsteinportal. Zwei Pilaster rahmen die Eingangstür und tragen ein Gebälk mit abschließendem gesprengtem Dreiecksgiebel. In der zweiten von vier Fensterachsen sitzt ein zweigeschossiger Erker mit Renaissancemotiven. Das hohlkehlige Traufgesims setzt sich in den Giebelfuß fort. Ein Satteldach deckt den Baukörper. | 6 place du Marché aux Choux (Lage)               | PA00084994    | Inscrit        | 1929  | weitere Bilder |
| Maison Ziegler                                         | Das Haus wurde 1538 von dem Stadtbaumeister Stephan Ziegler errichtet und 1545 erweitert. Ein von ornamentierten Pfosten getragener Erker trägt die Medaillonbilder von antiken Baumeistern und an den Ecken zwei Wasserspeier in Form von Bestien. Ein Altan schließt den Erker oben ab. Seine Balustrade ist mit Figuren geschmückt. Der dreigeschossige Putzbau besitzt einen Anbau. Im Erdgeschoss sitzt hier ein Rundbogentor, darüber wurden zwei Geschosse mit Sichtfachwerk ausgeführt. Im Hof erschließt ein Treppenturm mit Holztreppe aus dem 18. Jahrhundert die Obergeschosse. | 18 rue de Verdun (Lage)                          | PA00085000    | Inscrit        | 1930  | weitere Bilder |
| Straßburger Tor                                        | Ludwig XIV. ordnete an, dass die mittelalterlichen Befestigungsanlagen erneuert werden müssten. Das Straßburger Tor war Teil dieser neuen Befestigung, die in den Jahren 1675 bis 1691 geschaffen wurden. Der zweigeschossige Putzbau mit Walmdach besteht aus einem zentralen Baukörper mit einem breiten Rundbogentor im Zentrum und zwei schmäleren außen. An den Seiten springen zwei Gebäudeteile weit vor. Sie besitzen je zwei Fensterachsen. Sandsteinlisenen, Sohlbank- und Geschossgesimse gliedern den Bau. Das Erdgeschoss des zentralen Baus ist ganz in Sandstein ausgeführt. | 1b place de la Porte de Strasbourg (Lage)        | PA00085001    | Inscrit        | 1934  | weitere Bilder |
| Stadtbefestigung                                       | Auf Geheiß von Friedrich II. erhielt die Stadt 1217 eine erste Stadtmauer, die 1280 ausgebaut wurde. Im 15. und 16. Jahrhundert wurde diese ausgebaut. 1673 zerstörten die Franzosen diese Mauern und ließen von Vauban und Jacques Tarade eine moderne Festungsanlage bauen. Reste dieser Stadtmauern sind bis heute erhalten. | Buoleverd Vauban (Lage)                          | PA00085003    | Inscrit        | 1947  | weitere Bilder |
| Uhrenturm                                              | Der Uhrturm (auch Neuer Turm) ist neben dem Hexenturm das letzte Gebäude der mittelalterlichen Stadtbefestigung. Er entstand Ende des 13. Jahrhunderts als mächtiger annähernd quadratischer Turm. 1614 erhielt er ein Kuppeldach mit Laterne und eine steinerne Galerie mit vier Ecktürmen. Über der spitzbogigen Toreinfahrt sitzt ein freskengeschmückter Raum von 1436. Auf der der Stadt abgewandten Außenseite prangt ein Kreuzigungsbild. | Rue des Chevaliers (Lage)                        | PA00085004    | Inscrit        | 1929  | weitere Bilder |
| Hexenturm                                              | Der quadratische Hexenturm ist ein Relikt der mittelalterlichen Stadtmauer und entstand zwischen 1280 und 1300. Die beiden spitzbogigen Tordurchfahrten wurden im 17. Jahrhundert vermauert, da der Turm als Gefängnis genutzt wurde. | 1 place du Maréchal de Lattre de Tassigny (Lage) | PA00085005    | Inscrit        | 1929  | weitere Bilder |
| Amtsgericht Schlettstadt                               | 1898 beschloss der Stadtrat den Bau eines Amtsgerichts. Der Architekt Jean-Jacques Stamm entwarf im folgenden Jahr Pläne dafür. Ob er tatsächlich Baumeister des Gebäudes ist, ist indessen unklar, denn es existieren auch Pläne des Architekten Peter Langen aus dem Jahr 1901. Das Gebäude selbst trägt das Erbauungsdatum 1900. 1904 baute man an das Gericht ein Gefängnis an. Beide Gebäude sind im Stil des Historismus gehalten. Das Amtsgericht ist ein zweigeschossiger Putzbau. Seine fünf Achsen sind im Erdgeschoss als Rundbogenfenster mit Masken als Schlussstein. Die Fenster des ersten Stockes sind hochrechteckig und zu Drillingen gekuppelt, wobei das mittlere Fenster die beiden anderen jeweils überragt. Das Gebäude selbst ist aus grauem Stein, die Gewände und Freise aus rotem Sandstein. Auffälligstes Gliederungsteil ist der Mittelrisalit mit neogotischem Portal, dessen Giebel mit dem Fenster darüber verkröpft ist. Figurenschmuck schmückt die Wimperge. Den oberen Abschluss bildet ein geschweifter Giebel mit Jahreszahl und dem Wappen der Stadt. | 17 rue de la Première Armée (Lage)               | PA00085304    | Inscrit        | 1992  | weitere Bilder |

## Liste der Objekte
| Bezeichnung                                                      | Beschreibung | Standort                           | Kennzeichnung | Schutzstatus | Datum | Bild           |
| ---------------------------------------------------------------- | --- | ---------------------------------- | ------------- | ------------ | ----- | -------------- |
| Retabel der heiligen Anna                                        | Triptychon; Holz, farbig gefasst und vergoldet, Anfang des 16. Jahrhunderts                                                                                              | in der Humanistenbibliothek (Lage) | PM67001822    | Classé       | 2012  |                |
| Büste von Johannes Mentelin                                      | Marmor, Holzsockel, 1842 von Anne-Catherine Vallastre | in der Humanistenbibliothek (Lage) | PM67001839    | Classé       | 2012  | weitere Bilder |
| Skulptur Heiliger Georg                                          | Holz, farbig gefasst und versilbert, Ende des 15. Jahrhunderts | in der Humanistenbibliothek (Lage) | PM67001830    | Classé       | 2012  |                |
| Kelch, zwei Messkännchen und Tablett für die Messkännchen        | Silber vergoldet, um 1700 von Johann David Saler | in der Kirche St. Georges (Lage)   | PM67000312    | Classé       | 1978  |                |
| Porträt des Abtes Annibal-Servais de Lairuelz                    | Ölfarbe auf Leinwand, erste Hälfte des 17. Jahrhunderts | in der Humanistenbibliothek (Lage) | PM67001825    | Classé       | 2012  |                |
| Glasmalerei Marienkrönung                                        | Bleiglas, zweite Hälfte des 15. Jahrhunderts, von Diebold von Lixheim; modern ergänzt                                                                                    | in der Humanistenbibliothek (Lage) | PM67001827    | Classé       | 2012  |                |
| Skulptur Madonna mit Kind                                        | Holz, farbig gefast und vergoldet, Anfang des 16. Jahrhunderts, aus dem Umfeld von Hans Wydyz                                                                            | in der Humanistenbibliothek (Lage) | PM67001834    | Classé       | 2012  |                |
| Skulptur Heiliger Christopherus                                  | Holz, farbig gefasst und vergoldet, Anfang des 16. Jahrhunderts | in der Humanistenbibliothek (Lage) | PM67001836    | Classé       | 2012  |                |
| Skulptur Heilige Eugenia                                         | Holz, farbig gefasst und vergoldet, Anfang des 16. Jahrhunderts | in der Humanistenbibliothek (Lage) | PM67001837    | Classé       | 2012  |                |
| Reliquienmonstranz                                               | Silber und Bronze, vergoldet, Glas, 1807 von Jean Charles Cahier | in der Kirche St. Georges (Lage)   | PM67001866    | Inscrit      | 2012  |                |
| Kruzifix                                                         | Holz, bemalt, 1728 von Johann Leonhard Meyer | in der Kirche Ste-Foy (Lage)       | PM67001867    | Classé       | 2016  |                |
| Relief Der heilige Franz-Xaver auf seinem Lager                  | Holz, bemalt, 1728 von Johann Leonhard Meyer | in der Kirche Ste-Foy (Lage)       | PM67001868    | Classé       | 2016  |                |
| Uhrwerk der Turmuhr                                              | Stahl, Bronze, Holz, 1825 von Jean-Baptiste Schwilgué | in der Kirche St. Georges (Lage)   | PM67000680    | Classé       | 1994  |                |
| Gemälde Kreuzigungsgruppe                                        | Ölfarbe auf Holz und Leinwand, maroufliert, erste Hälfte des 16. Jahrhunderts                                                                                            | in der Humanistenbibliothek (Lage) | PM67001823    | Classé       | 2012  |                |
| Zwei Apostelbüsten                                               | Lindenholz, farbig gefasst und vergoldet, zwischen 1500 und 1520 | in der Humanistenbibliothek (Lage) | PM67001833    | Classé       | 2012  |                |
| Skulptur Madonna mit Kind                                        | Sandstein, Ende des 15. Jahrhunderts, aus dem Umfeld von Conrat Seyfer                                                                                                   | in der Humanistenbibliothek (Lage) | PM67001828    | Classé       | 2012  |                |
| Skulpturengruppe Dreifaltigkeit                                  | Holz, farbig gefasst und vergoldet, Ende des 15. Jahrhunderts | in der Humanistenbibliothek (Lage) | PM67001829    | Classé       | 2012  |                |
| Tabernakel                                                       | Holz, vergoldet, Mitte des 18. Jahrhunderts | im Kloster Sylo (Lage)             | PM67000901    | Classé       | 1999  |                |
| Drei Skulpturen: Augustinus, Ambrosius und Gregor der Große      | Holz, farbig gefasst und vergoldet, erste Hälfte des 18. Jahrhunderts | in der Kirche St. Georges (Lage)   | PM67001862    | Inscrit      | 2012  |                |
| Kelch                                                            | Silber, vergoldet, Mitte des 18. Jahrhunderts von Franz Thaddäus Lang | in der Kirche St. Georges (Lage)   | PM67001865    | Classé       | 2016  |                |
| Christushaupt                                                    | Fragment eines Kruzifix’; Holz, farbig gefasst, um 1500; Niklaus von Hagenau oder Veit Wagner zugeschrieben                                                              | in der Humanistenbibliothek (Lage) | PM67001831    | Classé       | 2012  |                |
| Zwei Skulpturen: Heinrich II., der Heilige und Heilige Kunigunde | Holz, farbig gefasst und vergoldet, um 1500 | in der Humanistenbibliothek (Lage) | PM67001832    | Classé       | 2012  |                |
| Skulptur eines heiligen Mönchs                                   | Holz, farbig gefasst, versilbert und vergoldet, Anfang des 16. Jahrhunderts                                                                                              | in der Humanistenbibliothek (Lage) | PM67001835    | Classé       | 2012  |                |
| Skulptur Anna Selbdritt                                          | Holz, farbig gefasst und vergoldet, um 1500 | in der Humanistenbibliothek (Lage) | PM67001838    | Classé       | 2012  |                |
| Wandmalerei Kreuzigung                                           | aus dem 14. Jahrhundert | in der Kirche St. Georges (Lage)   | PM67000313    | Classé       | 1974  |                |
| Kanzel                                                           | Sandstein, bemalt, 1619 | in der Kirche St. Georges (Lage)   | PM67000314    | Classé       | 1974  | weitere Bilder |
| Kanzel                                                           | Holz, farbig gefasst und vergoldet, 1733 | in der Kirche Ste-Foy (Lage)       | PM67000315    | Classé       | 1974  | weitere Bilder |
| Skulptur Madonna mit Kind                                        | Holz, farbig gefasst und vergoldet, um 1730 von Johann Leonhard Meyer | in der Kirche St. Georges (Lage)   | PM67001861    | Classé       | 2016  | weitere Bilder |
| Drei Skulpturen: Augustinus, Ambrosius und Gregor der Große      | Holz, farbig gefasst, 1692 | in der Kirche St. Georges (Lage)   | PM67001863    | Inscrit      | 2012  |                |
| Zwei Skulpturen: Petrus und paulus                               | Holz, farbig gefasst und vergoldet, erste Hälfte des 18. Jahrhunderts | in der Kirche St. Georges (Lage)   | PM67001864    | Inscrit      | 2012  |                |
| Altarflügel                                                      | rechter Flügel eines Triptychons; Ölfarbe auf Leinwand und Tannenholz, um 1420, dem Meister des Paradiesgärtleins zugeschrieben; derzeit im Unterlinden-Museum in Colmar | in der Humanistenbibliothek (Lage) | PM67001820    | Classé       | 2012  |                |
| Zwei Altarflügel                                                 | vom Christi-Geburts-Retabel aus Rodern; Holz, bemalt, und Ölfarbe auf Leinwand, Anfang des 16. Jahrhunderts, im Stil von Hans Baldung Grien                              | in der Humanistenbibliothek (Lage) | PM67001821    | Classé       | 2012  |                |
| Gemälde Ecce Homo                                                | Ölfarbe auf Holz, 1547 von Wilhelm Stetter | in der Humanistenbibliothek (Lage) | PM67001824    | Classé       | 2012  |                |
| Glasmalerei Adelheid Wurmser                                     | 1480 oder 1481 in der Werkstatt des Peter Hemmel von Andlau angefertigt; modern ergänzt                                                                                  | in der Humanistenbibliothek (Lage) | PM67001826    | Classé       | 2012  |                |